# Rhynchosia acutissima
Rhynchosia acutissima là một loài thực vật có hoa trong họ Đậu. Loài này được Thwaites miêu tả khoa học đầu tiên.